# 필라델피아 이글스
필라델피아 이글스(영어: Philadelphia Eagles)는 미국 펜실베이니아주 필라델피아에 본거지를 둔 NFL 팀이다. NFC 동부지구에 소속되어 있다.
2018년 뉴잉글랜드 패트리어츠를 41-33으로 꺾고 팀 창단후 처음으로 슈퍼볼 우승을 차지했다. 특히 주전 쿼터백 칼슨 웬츠(Carlson Wentz)가 부상으로 시즌 도중 팀을 이탈했으나 백업 쿼터백인 닉 폴스(Nick Foles)가 괴력을 발휘하여, 미식축구 사상 최고의 쿼터백이라는 평가도 있는 뉴잉글랜드의 탐 브래디(Tom Brady)를 눌렀다.